# Сент-Илер-ле-Шато
Сент-Иле́р-лё-Шато́ (фр. Saint-Hilaire-le-Château) — коммуна во Франции, находится в регионе Лимузен. Департамент коммуны — Крёз. Входит в состав кантона Понтарьон. Округ коммуны — Гере.
Код INSEE коммуны — 23202.

## Население
Население коммуны на 2010 год составляло 259 человек.
| 1962 | 1968 | 1975 | 1982 | 1990 | 1999 | 2010 |
| ---- | ---- | ---- | ---- | ---- | ---- | ---- |
| 447  | 418  | 356  | 352  | 296  | 277  | 259  |

## Экономика
В 2010 году среди 162 человек трудоспособного возраста (15—64 лет) 108 были экономически активными, 54 — неактивными (показатель активности — 66,7 %, в 1999 году было 69,5 %). Из 108 активных жителей работали 100 человек (60 мужчин и 40 женщин), безработных было 8 (3 мужчин и 5 женщин). Среди 54 неактивных 16 человек были учениками или студентами, 25 — пенсионерами, 13 были неактивными по другим причинам.